# Зарубина, Зоя Васильевна
Зо́я Васи́льевна Зару́бина (5 апреля 1920, село Перово, Московская губерния, РСФСР — 23 января 2009, Москва, Россия) — советский переводчик, педагог, общественный деятель, сотрудница советских органов государственной безопасности.
Профессор, декан факультета английского языка МГПИИЯ. Была в числе основателей школы синхронного перевода в СССР, создала  переводческие курсы ООН, став их первым директором. Руководила проектом по переводу документов Манхэттенского проекта на русский язык.

## Биография
Родилась в семье советских разведчиков Ольги и Василия Зарубина.
В 1924 семья переехала в Харбин, где позднее Зоя начала учёбу в школе при Генеральном консульстве США.
В 1929—1930 годах вместе с семьёй отчима Наума Эйтингона жила в Стамбуле и посещала там английскую школу. Считала Эйтингона своим отцом.
В 1930 году возвратилась в Москву, где поступила в среднюю школу № 50.
В 1934 году Зоя стала одним из первых членов спортивной организации «Юный Динамовец», активно занималась лёгкой атлетикой, баскетболом и волейболом.
В 1939 году окончила школу № 50 им. В. Р. Менжинского с золотой медалью, без экзаменов поступила в МИФЛИ.
В 1939 году — стала чемпионкой «Динамо» по лёгкой атлетике.
В 1940 году вышла замуж за школьного товарища Василия Минаева.
2 июня 1941 года родила дочь Татьяну.
В 1943—1946 годах участвовала в качестве переводчика и оперативного сотрудника в Тегеранской конференции, Ялтинской конференции, Потсдамской конференции, Нюрнбергском процессе. Так, в частности, в Тегеране отвечала за взаимодействие между отдельными специальными службами советской и американской делегаций и была переводчиком на личных встречах Сталина и Рузвельта.
В 1945 году вступила в ВКП(б).
После 1945 года работала над переводом на русский язык материалов по технологии создания атомной бомбы.
В 1946 году поступила на вечернее отделение МГПИИЯ на английское отделение. Окончила с отличием в 1949 году, за 3 года освоив пятилетнюю программу.
В октябре 1951 была уволена из МГБ СССР после ареста отчима Наума Эйтингона из за отказа официально от него отречься. 
1951—1953 — преподаватель английского языка вечернего отделения МГПИИЯ.
1953—1962 — декан факультета английского языка МГПИИЯ.
1962—1970 — основатель и первый директор курсов переводчиков ООН.
С 1960-х по 1981 год работала старшим синхронным переводчиком на съездах КПСС.
1970—1983 — доцент кафедры английского языка Дипломатической академии МИД СССР.
1973—1975 — переводчик, старший переводчик Совещания по безопасности и сотрудничеству в Европе.
1975 — старший синхронный переводчик при подписании Заключительного акта по безопасности и сотрудничеству в Европе, также известного как Хельсинкские соглашения.
1977—1983 — переводчик, старший переводчик встреч государств-участников Организации по безопасности и сотрудничеству в Европе.
1983—2002 — доцент, а позднее профессор кафедры философии и гуманитарных проблем Дипломатической академии МИД СССР/России.

## Участие в судьбе Наума Эйтингона
Зарубина добилась решения Верховного суда и в окончательный срок отбытия наказания Науму Эйтингону был засчитан срок предыдущего ареста (1951—1953). В итоге время пребывания отчима во Владимирской тюрьме было сокращено на 1,5 года, он был освобождён в марте 1964 года.
В период пребывания Эйтингона во Владимирской тюрьме смогла передать записку Судоплатова и Эйтингона о необходимости создания войск специального назначения в СССР на имя Хрущёва непосредственно Хрущёву.
Помогла устройству Эйтингона на работу (с ещё не снятой судимостью) в издательство «Международные отношения» в качестве редактора. Это позволило ему со временем оформить достойную пенсию и получить средства к существованию.

## Общественная деятельность
В течение многих лет была вице-президентом Обществ дружбы между СССР и Великобританией и СССР — США.
Закладывала основы общественной, народной дипломатии.
Организовала и активно участвовала во многих миротворческих акциях и движениях — «Международный маршрут мира», «Международное женское движение», «Женский форум», «Педагоги за мир и взаимопонимание», «Бабушки за мир».
Участвовала в составе миротворческой миссии «Педагоги между воюющими» в зоне вооружённого конфликта в августе 1992 года в Южной Осетии.
Активно занималась благотворительностью, среди её «подопечных» — Юровский дом-интернат для детей, страдающих ДЦП, где до сих пор не только помнят её, но и хранят память о Зое Зарубиной, создав музей, рассказывающий о её семье и служении на благо Родины.

## Семья
Отец Василий Зарубин — резидент советских разведывательных органов в Китае, Финляндии, Дании, Франции, Германии, США. По некоторым данным, это он поддерживал связь с единственным советским агентом в гестапо Вилли Леманом. В США также занимался добычей атомных секретов.
Мать Ольга Георгиевна Васильева, работала в аппарате НКВД. В Китае развелась с мужем и соединила судьбу с другим разведчиком — Наумом Эйтингоном.
Мачеха Елизавета Зарубина (Горская) — в разведке с 1925 года. Вместе с мужем Зарубиным принимала участие в различных операциях, подполковник. Специализировалась в США на научно-технической разведке. Добывала сведения по урановому проекту.
Сводная сестра Светлана Наумовна Эйтингон (Уруцкоева) (1927—2003).
Сводный брат Пётр Васильевич Зарубин (1932—2017).
Дочь — Татьяна Козлова (род. 1941), спортивный журналист.
Внук — Алексей Козлов (род. 1974), предприниматель.